# 14-Heiligen-Kapelle (Brunntal)

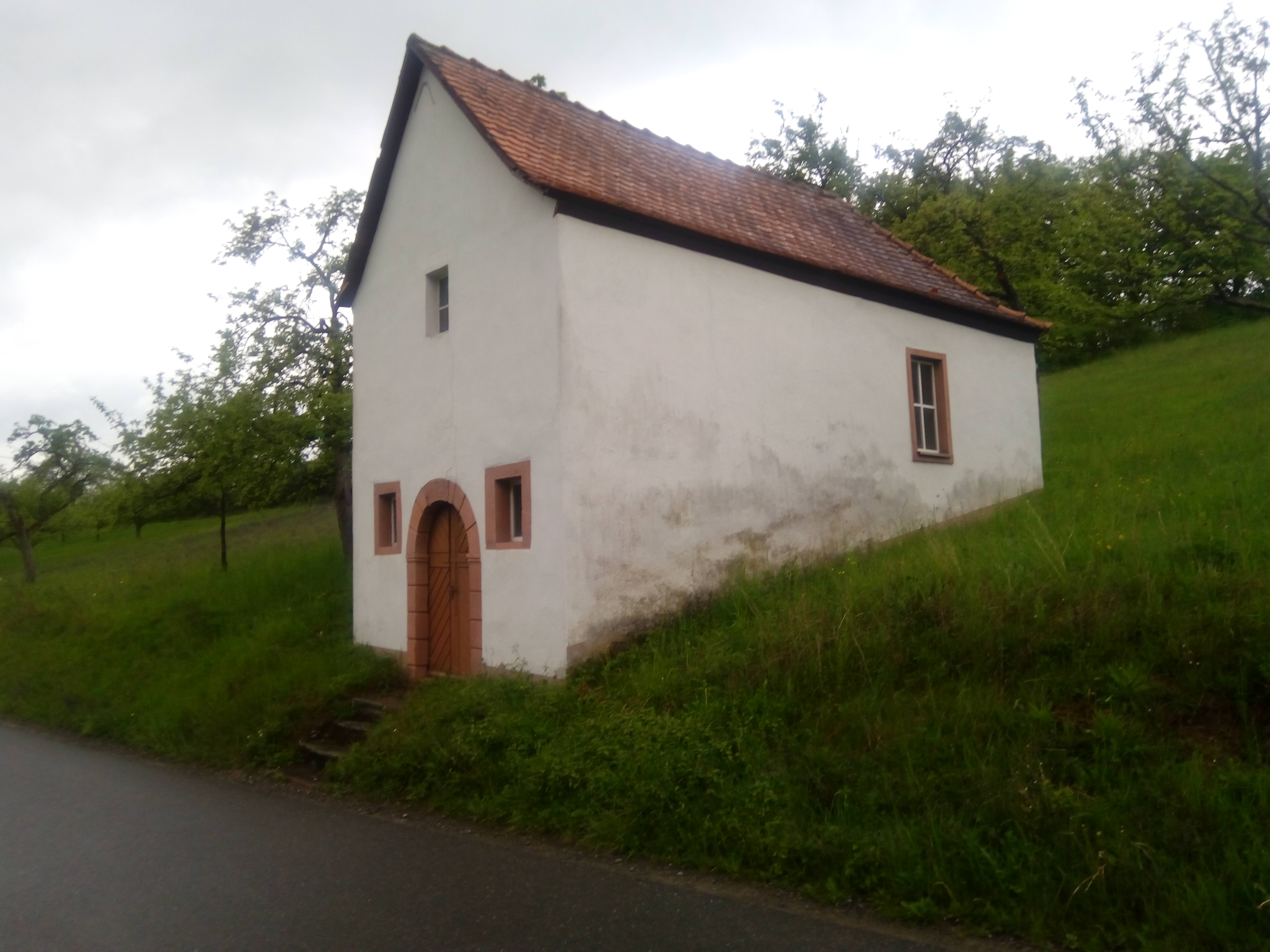
Die 14-Heiligen-Kapelle an der Waldstraße bei Brunntal

Die römisch-katholische 14-Heiligen-Kapelle befindet sich an der Waldstraße bei Brunntal, einem Ortsteil von Werbach im Main-Tauber-Kreis in Baden-Württemberg.

## Geschichte und Architektur

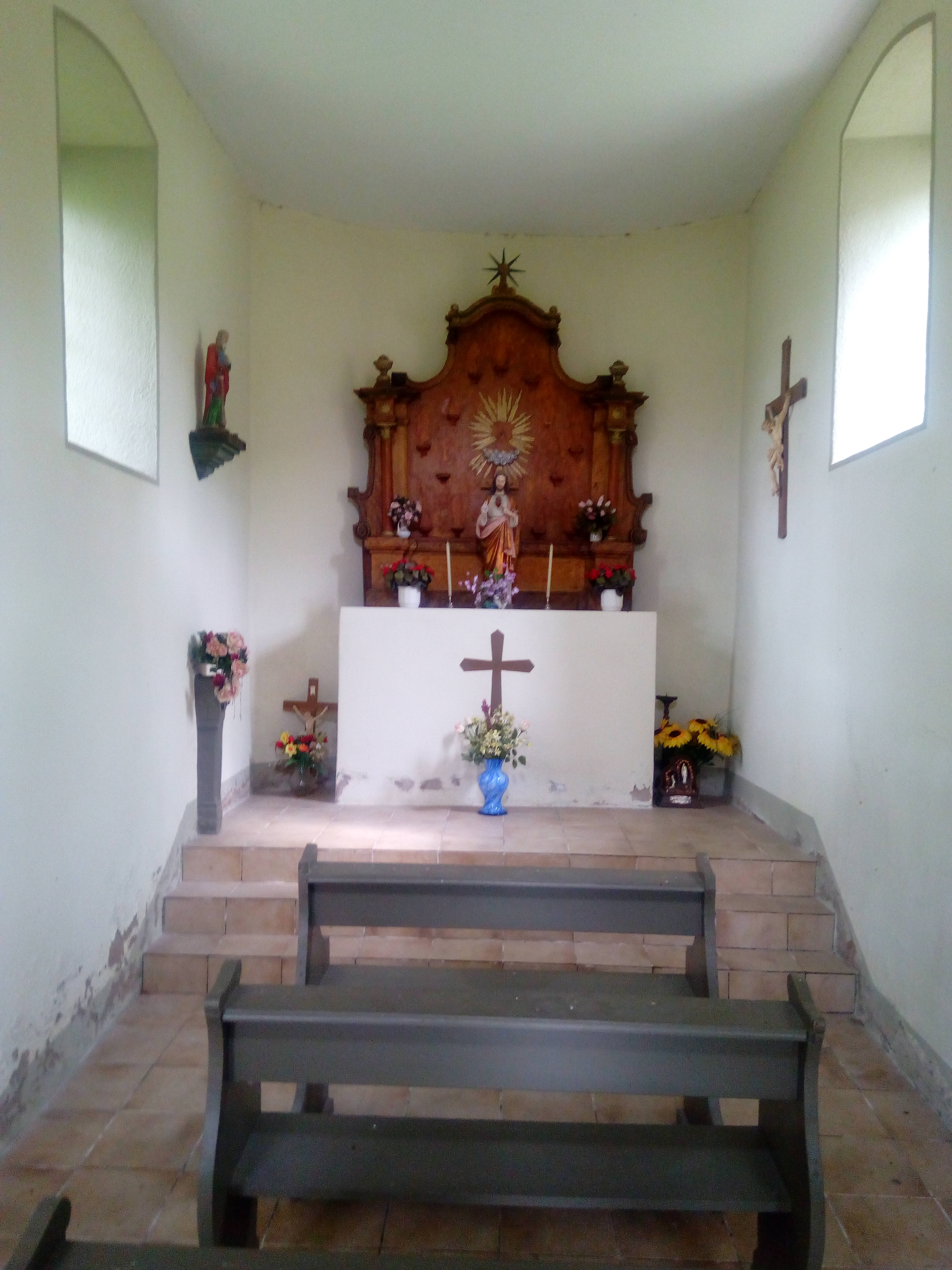
Innenansicht der Kapelle

Die Kapelle wurde im Jahre 1797 errichtet. Dieses Datum ist im Scheitelstein vermerkt. Es handelt sich um eine schlichte verputzte Kapelle mit rundbogigem Eingang. Die Kapelle gehört heute zur Seelsorgeeinheit Großrinderfeld-Werbach, die dem Dekanat Tauberbischofsheim des Erzbistums Freiburg zugeordnet ist. Die Kapelle steht als Kulturdenkmal der Gemeinde Werbach unter Denkmalschutz.